# هونگجی-دونگ
هونگجی-دونگ (به لاتین: Hongji-dong) یک منطقهٔ مسکونی در کره جنوبی است که در منطقه جونگنو واقع شده‌است.